# Гроджиск Мазовецки
Гро̀джиск Мазовѐцки (на полски: Grodzisk Mazowiecki) е град в Централна Полша, Мазовско войводство. Административен център е на Гроджиски окръг, както и на градско-селската Гроджиска община. Заема площ от 13,19 км2. Част е от Варшавската агломерация.

## География
Градът се намира в историческата област Мазовия. Разположен е на 31 километра югозападно от центъра на Варшава и на 15 километра североизточно от Жирардов.

## История
Селището е основано през XII век. Получава градско право през 1522 година от крал Зигмунт I Стари.
В периода (1975 – 1998) е част от Варшавското войводство.

## Население
Населението на града възлиза на 28 329 души (2010). Гъстотата е 2 147,76 души/км2.

## Личности

### Родени в града
- Мечислав Найдорф – полско-аржентински шахматист
- Тадеуш Байрд – полски композитор
- Келман Шапиро – равин